# Ядерна енергетика Венесуели

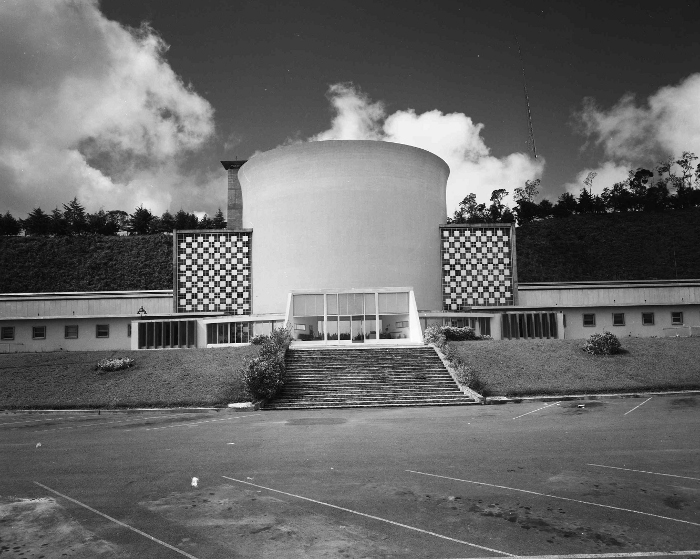
Фасад установки ядерного реактора РВ-1 у Венесуельський інститут наукових досліджень (IVIC)

Програми ядерної енергетики Венесуели почалися в 1950-х роках, але зараз немає активних ядерних енергетичних установок. Більшість ядерної наукової діяльності Венесуели здійснюється у Венесуельському інституті наукових досліджень (IVIC).
Венесуела не займається видобутком радіоактивних корисних копалин, але за оцінками уряду в країні є 50 тонн невикористаної уранової руди.

## Історія
Під час правління президента Маркоса Переса Хіменеса ядерний реактор RV-1 в IVIC був введений в експлуатацію під керівництвом Умберто Фернандеса-Морана. Реактор був придбаний у General Electric у 1956 році і міг виробляти до 3 МВт електроенергії. Реактор досяг критичного стану в 1960 році і був закритий в 1994 році.

## Міжнародні угоди
У серпні 1957 року Венесуела стала членом Міжнародного агентства з атомної енергії, а в 1967 році підписала Договір Тлателолко, згідно з яким країни-учасниці погоджуються заборонити та попередити випробування та створення ядерної зброї. У 1975 році Венесуела також підписала Договір про нерозповсюдження ядерної зброї (ДНЯЗ) і в березні 1982 року домовилися про угоди про гарантії МАГАТЕ, що охоплюють всю її ядерну діяльність.
У 2017 році Венесуела підписала Договір ООН про заборону ядерної зброї.
Інші угоди включають меморандум про взаєморозуміння з Бразилією щодо співробітництва в мирному використанні ядерної енергії від липня 1979 року, а потім спільний дослідницький проєкт ядерних реакторів у листопаді 1983 року. У 2007 році в газеті O Estado de S. Paulo була опублікована стаття про те, що технологія видобутку урану, розроблена Національною комісією з ядерної енергії Бразилії (CNEN), була передана Венесуелі.

## Скасовані проєкти
У 2010 році Венесуела оголосила про плани будівництва атомної електростанції за підтримки Росії. Венесуела підписала з Росією два договори: один про взаємну співпрацю в галузі ядерної енергетики, а другий — про купівлю та встановлення двох ядерних реакторів: дослідницького, який буде використовуватися в медичних і наукових цілях, і атомної електростанції.
Після аварії на АЕС «Фукусіма-дайчі» в Японії у 2011 році президент Венесуели Уго Чавес оголосив про припинення планів будівництва атомної електростанції.
Угода з Росією передбачала навчання студентів у Росії для збільшення профільних кадрів. Багато венесуельських студентів навчалися в аспірантурі в Росії до закінчення програми навчання у 2017 році.